# Sinclair Lewis
Sinclair Lewis, ameriški pisatelj in dramatik, nobelov nagrajenec, * 7. februar 1885, Sauk Centre, Minnesota, † 10. januar 1951, Rim (Italija).

## Življenjepis
Sinclair se je rodil zdravniku iz Sauk Centra v Minnesoti, kasneje pa je nekaj časa preživel v poskusni socialistični koloniji Uptona Sinclaira v New Jerseyju, kar je močno vplivalo na njegovo kasnejše življenje. Kasneje je končal vseučilišče v Yaleu in se po končanem šolanju zaposlil kot novinar. 
S pisateljevanjem se je začel ukvarjati med prvo svetovno vojno, vendar s svojimi prvimi deli ni dosegel večjega uspeha. Prvi uspeh je dosegel z romanom Glavna ulica iz leta 1920, zaslovel pa je dve leti kasneje z romanom Babbitt, ki je tudi njegovo najbolj značilno delo. Vpliv tega romana je moč čutiti skoraj v vseh njegovih naslednjih delih.
Najbolj plodna leta za lewisa so bila med letoma 1922 in 1930, v tem času pa je napisal tudi vsa svoja najpomembnejša dela. Lewis je leta 1930 kot prvi pravi američan prejel nobelovo nagrado za književnost.
Po koncu druge svetovne vojne se je lotil problema rasne segregacije v ZDA in napisal roman Kraljevski Kingsblood. Z njim je pomembno priseval k ozaveščanju družbe o tem problemu in je mogoče prispeval k odpravi segregacije v ZDA.
Lewis je imel kljub velikim uspehom več pisateljskih pomankljivosti, ki so se kazale v tem, da svojih oseb ni upodabljal realistično, temveč jih je karikiral in se s tem nevarno približal šabloniziranju. V njegovih delih je tudi vedno prisoten njegov novinarski pristop k pisanju, zato njegov jezik ni vedno gladek in uglajen. Tako Lewisu ni nikoli uspelo ustvariti lastnega sloga in je večkrat svoje ugotovitve opisal preveč poročevalsko. Slog njegovih del tako ni tekoč, besede pa večkrat preskakujejo in se zatikajo. To so tudi razlogi, da veljajo njegovi romani za izjemno težavne pri prevajanju. 